# 香草天空
是由卡梅伦·克罗于2001年执导的好莱坞影片。改编自1997年的西班牙影片《睁开你的眼睛》(《小岛惊魂》导演阿曼巴执导)。由汤姆·克鲁斯
佩内洛普·克鲁兹及卡梅隆·迪亚兹领衔主演。

## 剧情
花花公子大衛·艾姆斯（汤姆·克鲁斯饰）继承父親身後的遗产與出版事業，藉著自身權勢對周遭所有人為所欲為。他从床上醒来，身旁睡著女性好友茱丽（卡梅隆·迪亚兹饰演）。當晚的生日宴会上，他遇见了摯友布萊恩的女伴索菲亚（佩内洛普·克鲁兹饰演），並展開欲擒故縱之術。布萊恩自己也傾心於索菲亞，但他的寫作事業全賴大衛資助，決定不為了女人破壞兩人間的「友情」。茱丽看见2人在一边嬉笑，顯得十分落寞。晚会结束后，大卫去了索菲亚的家中，2人彼此欣赏，畅谈到天明。
原來大衛正與心理醫生講述自己的故事。說到第二天他由索菲亞居處出門後遇見開車過來的茱莉，聲稱要與他談談。大卫上了茱丽的车，茱丽在车中问他：你的快乐是什么？並自承她的快乐就是和他在一起，大卫不置可否，茱丽突然激動的向他告白自己的心意，並責問他在人後將她講成不堪的人。漸漸失去理智的茱莉飛車衝落桥下，當場身故。大卫毁容，右手失能，头部还被植入了30颗钢钉，让他头痛难忍。全紐約最佳的醫療團隊也幫不了他，只能讓他戴著面具。公司董事會打算接管出版社。大卫把自己关在家里，最后因对心中女神的思念，鼓起勇气去看望索菲亚，2人相约在酒吧再聚。
大卫来到了酒吧，却看到他的朋友布萊恩也在場。大衛觉得自己不属于这里，想和索菲亚重新开始，索菲亚却回答他：「等我们下辈子都变成猫之後再說吧。」
夜晚分手后，頹喪的大卫倒臥街頭。在街上醒来後，索菲亚出现在他面前寬慰他，2人重修舊好，到他的豪宅中一起生活。医生也忽然可以帮他整回从前的容貌。事情朝着美好的未来发展，却出现了種種怪象：他夢到自己的容貌回到醜怪的樣子，索菲亚变成茱丽的模样。他绑起「茱丽」，逼問索菲亞下落不果後，打电话通知警察局，有人非法闯入。但结果所有人卻都告诉他，这長著茱莉容貌的女子就是索菲亚，并且还指控未曾動手的他虐打索菲亞。事情愈發诡异，他以前所看过的索菲亚的照片都变成了茱丽的样子，就連他索菲亞畫的像也是。不知從何而來的神秘人稱大衛可以主宰這個世界的一切，心理醫生以心理學技巧迫他說出以為已經遺忘的事。他在終於說出，在和索菲亚做爱的过程中用枕头闷死變成茱莉的她。
大卫因此被控告谋杀进入监狱，而庭审之前一位心理医生试图帮助他恢复错误的意识与记忆，至此医生判斷大卫患有暂时性精神分裂，並將以此辯護，雖然勝算不大。大卫在監獄會客室警衛的电视上看到美好梦境公司的广告，急忙把醫生叫回來。医生带着他前往美好梦境公司，大卫猛然警醒，原来之前自己到过该公司，并签下死后冰冻保存的协议。而此时的大卫其实是处于冰冻状态下的美好梦境之中。
公司的技术人員被大卫在梦境中的呼喊召唤而来，他帶著大卫上到公司頂樓，並解釋所有一切的真相：
在酒吧被拒后的第二天他独自在街上醒来，索菲亚并没有出现，最后他独自抑郁而死。在他的葬礼中，索菲亚却来了。他死之前曾经在网络上联系过美好梦境公司，签订進行冰冻保存，并让他处于梦境状态。在梦中，夢境公司删除了他的部分记忆，使他回忆不起酒吧之後的事，以为自己在过真實的生活。不过之后他的潜意识开始作怪，梦境公司开始控制不住他的思维，原本计划的美梦转变成噩梦。
梦境公司的技术支援人員告诉他现在已经是150年之后，索菲亚已不在人世，他们修复了梦境控制的问题，可以壓制他的潜意识，删除他的记忆，让他继续做美好的梦。或者如果他愿意，他可以醒来，现代科学可以修复他的面容，但他的资产现在早已贬值，過不了太長的好生活。大卫沉思了一会，回答说：我要过真实的生活。在梦中可以控制任何事的他让索菲亚出现，並笑着对她说：「我在沉睡中，而妳已經死了，但我愛妳。当我上了她的车时，一切就结束了，让我们下辈子都变成猫後再说吧。」说完他纵身从高楼上跳下，开始了新的生活。

## 演员
- 汤姆·克鲁斯 饰 大卫·艾姆斯（David Aames）
- 潘妮洛普·克鲁兹 饰 蘇菲亞·索利安諾（Sofia Serrano）
- 卡麥蓉·狄亞 饰 茱丽安娜·吉安妮（Julianna "Julie" Gianni）
- 寇特·羅素 饰 Dr. Curtis McCabe
- 杰森·李 飾 Brian Shelby
- 諾亞·泰勒 飾 Edmund Ventura/Tech Support
- 蒂莫西·斯波 飾 Thomas Tipp
- 蒂妲·絲雲頓 飾 Rebecca Dearborn
- 迈克尔·珊农 飾 Aaron
- Ken Leung 飾 Art Editor
- 莎琳·夏露 飾 Colleen
- Oona Hart 飾 Lynette
- Ivana Miličević as Emma
- 強尼·葛萊奇 飾 Peter Brown
- Jhaemi Willens as Jamie Berline
- Alicia Witt as Libby
- Jennifer Aspen (uncredited) as Nina
- 史蒂芬·史匹柏 (uncredited) as Guest at David Aames' Party

## 故事情节
根据导演表示，本片剧情有五种解释：
- 「技術人員」說的是事實：大衛死了150年，從在街上倒下之後的場景皆是虛構出來的「夢境」。

- 整部電影本身就是一場夢，從大衛的車上日期「2月30日」可證明（陽曆2月不可能有30日）。

- 從車禍之後所發生的事皆是大衛昏迷後之後所做的夢。

- 整部電影其實是布萊恩的小說內容。

- 跟第三種解釋一樣，但是由整形手術中所用藥物造成的。

## 制作
劇中的一幕裡，汤姆·克鲁斯孤身一人置身于偌大的纽约时代广场，该片段拍摄于2000年11月12日的礼拜天早上，时代广场周边区域被清空才得以在當天早上10點前完成。
影片片名引自莫奈的画作中天空的颜色。

## 評價
《香草天空》所獲反響褒貶不一，爛番茄根據173條專業評論，獲得42%的新鮮度，平均得分5.3/10，觀眾好評度則是72%，平均得分3.7/5。在IMDb則獲得6.9/10的平均分數。在Metacritic上，電影根據33條專業評論，獲得45分（滿分100分），代表「褒貶不一或中庸」。。